# Ranko Marinković
Pour les articles homonymes, voir Marinković.
Ranko Marinković, né le 22 février 1913 à Komiža et mort le 28 janvier 2001 à Zagreb, est un romancier et un dramaturge croate, membre de l'Académie croate des sciences et des arts.

## Biographie
Ranko Marinković est né à Komiža sur l'île de Vis, où il termina ses études élémentaires ; il effectua ses études secondaires aux lycées de Split et de Zagreb. À Zagreb, il suivit ensuite les cours de la Faculté de philosophie. Pendant la Seconde Guerre mondiale, il fut arrêté par les Italiens fascistes et interné au camp de Ferramonti en Calabre. Après la chute de l'Italie fasciste en 1943, il se rendit à Bari puis dans le Sinaï au camp de réfugié d'El Shatt. Après la guerre, il travailla pour L'Institut croate de l'édition (en croate : Nakladni zavod Hrvatske) puis, de 1946 à 1950, il fut directeur du Théâtre dramatique de Zagreb, l'actuel Théâtre national croate (HNK). En 1951, il devint professeur à l'Académie d'art dramatique, où il resta jusqu'à sa retraite. Dans les dernières années de sa vie, Marinković s'est rapproché de Franjo Tuđman, dont il a embrassé les vues politiques, et il est devenu membre de l'Union démocratique croate qu'il a représentée à l'assemblée de la ville de Zagreb. 

## Récompenses
En 1965, Ranko Marinković a reçu le prix NIN du meilleur roman pour Kiklop (Le Cyclope) et, en 1975, le prix Vladimir-Nazor pour la totalité de son œuvre. En 1995, il a été décoré du Grand Ordre du roi Dmitar Zvonimir.

## Œuvres
- Albatros, 1939.
- Proze, 1948.
- Ni braća ni rođaci (« Ni frères ni cousins »), 1949.
- Oko Božje (« L'Œil de Dieu »), 1949.
- Pod balkonima (« Sous le balcon »), 1953.
- Ruke (« Les Mains »), 1953.
- Glorija, 1955.
- Poniženje Sokrata (« L'Humiliation de Socrate »), 1959.
- Kiklop, 1965.
- Politeia, 1977.
- Zajednička kupka (« Salle de bain commune »), 1980.
- Pustinja (« Désert »), 1982.
- Never more, 1993.

Essais
- Geste i grimase (« Gestes et grimaces »), 1951.
- Nevesele oči klauna (« Les yeux triste d'un clown »), 1986.